# Фажойнш
Фажойнш (порт. Fajões) — район (фрегезия) в Португалии, входит в округ Авейру. Является составной частью муниципалитета Оливейра-де-Аземейш. Находится в составе крупной городской агломерации Большое Авейру. По старому административному делению входил в провинцию Бейра-Литорал. Входит в экономико-статистический субрегион Энтре-Доуру-и-Воуга, входящий в Северный регион. Население составляет 3087 человек. Занимает площадь 8,12 км².